# جيم أرمسترونغ
جيم أرمسترونغ هو طبيب أسنان كندي، ولد في 30 يونيو 1950 في فيكتوريا في كندا.

## وصلات خارجية
- جيم أرمسترونغ على موقع الاتحاد الدولي للكرلنغ (الإنجليزية)
- جيم أرمسترونغ على موقع Paralympic.org (الإنجليزية)